# Карпунихинский сельсовет
Карпунихинский сельсовет — сельское поселение в Уренском районе Нижегородской области.
Административный центр — село Карпуниха.

## История
Статус и границы сельского поселения установлены Законом Нижегородской области от 15 июня 2004 года № 60-З «О наделении муниципальных образований — городов, рабочих посёлков и сельсоветов Нижегородской области статусом городского, сельского поселения».

## Население
| 2002 | 2010 | 2012 | 2013 | 2014 | 2015 | 2016 |
| ---- | ---- | ---- | ---- | ---- | ---- | ---- |
| 1114 | ↘949 | ↘891 | ↘846 | ↘825 | ↘795 | ↘785 |
| 2017 | 2018 | 2019 | 2020 |      |      |      |
| ↗786 | ↘764 | ↘732 | ↗734 |      |      |      |

## Состав сельского поселения
| №  | Населённый пункт | Тип населённого пункта       | Население |
| -- | ---------------- | ---------------------------- | --------- |
| 1  | Баженово         | деревня                      | ↘5        |
| 2  | Богданово        | деревня                      | ↘3        |
| 3  | Большая Козляна  | деревня                      | ↘340      |
| 4  | Зубово           | деревня                      | ↘7        |
| 5  | Карпуниха        | село, административный центр | ↘487      |
| 6  | Малая Карпуниха  | деревня                      | ↘0        |
| 7  | Павловский       | починок                      | ↘10       |
| 8  | Петряево         | деревня                      | ↘42       |
| 9  | Содомово         | деревня                      | ↘48       |
| 10 | Тулажка          | деревня                      | ↘0        |
| 11 | Фитилёво         | деревня                      | ↘7        |
| 12 | Целегородка      | деревня                      | ↘0        |